# Boncompagno
Boncompagno  è un nome proprio di persona italiano maschile.

## Varianti
- Maschili: Buoncompagno[1]
  - Ipocoristici: Compagno, Compagnetto, Pagno

## Origine e diffusione
Deriva dal nome medievale Boncompagno (in latino Boncompagnus), di chiaro valore beneaugurale. Ormai desueto ai giorni nostri, il nome Boncompagno è semanticamente affine al nome Bonamico.

## Onomastico
Nessun santo ha mai portato questo nome, che quindi è adespota; l'onomastico ricorre quindi il 1º novembre, festa di Ognissanti.

## Persone
- Boncompagno da Signa, grammatico, scrittore e filosofo italiano

### Varianti
- Compagnetto da Prato, poeta italiano
- Pagno di Lapo Portigiani, scultore italiano